# Phil Seymour
Philip Warren Seymour, más conocido como Phil Seymour (Oklahoma City, Oklahoma; 15 de mayo de 1952-Los Ángeles, California; 17 de agosto de 1993), fue un compositor, cantante, guitarrista y batería de música pop. Formó parte esencial del grupo The Dwight Twilley Band y a finales de la década de 1970 inició una carrera en solitario que tuvo como principal éxito el sencillo «Precious to Me» (1981).

## Biografía
En 1967 conoció al guitarrista Dwight Twilley en un teatro de Tulsa al que ambos habían acudido para ver la película A Hard Day's Night de The Beatles. Twilley y Seymour formaron un dúo llamado Oister con el que compondrían y grabarían algunos temas. En 1974 ficharon por la discográfica Shelter Records bajo el nombre de Dwight Twilley Band, con Phil (bajo, batería y voces), Dwight (compositor, guitarra y piano) y Bill Pitcock IV (guitarra). 
Debutaron en 1975 con el sencillo "I'm on fire", grabado en Inglaterra en los estudios Trident bajo la producción de Robin G. Cable. A pesar de la escasa promoción que se hizo del mismo, el tema alcanzó el puesto 16 en la lista de Billboard. La banda publicó dos álbumes, Sincerely (1976) y Twilley Don't Mind (1977) antes de que Seymour la abandonara para iniciar su carrera en solitario. 
Durante 1978, Seymour viaja de nuevo al Reino Unido, donde colabora con músicos como Ray Davies de The Kinks), Tom Petty y 20/20. Entre 1978 y 1980, monta varias bandas de escasa duración hasta que finalmente forma The Call, la que desde entonces sería definitivamente su banda de apoyo. En 1980 firma con el sello Boardwalk Records para, en enero de 1981 publicar su primer LP homónimo. El álbum fue producido por Richard Allen (Iron  Butterfly, Steppenwolf, Alice Cooper). "Precious to me", compuesta por Seymour, fue el primer sencillo publicado, alcanzando el puesto 22 en la lista Billboard y consiguiendo un disco de oro por las ventas conseguidas. 
En 1982 publica un nuevo álbum titulado simplemente "2". A pesar de que el tema "When I Find You" fue incluido en la banda sonora de la película El último americano virgen, este segundo trabajo no logra la aceptación esperada, lo que unido a sus problemas con las drogas y el alcohol y la quiebra de la discográfica hunde la carrera en solitario de Seymour. En 1984 se une a Textones, banda liderada por Carla Olson y George Callins, graba el disco  "Midnight Mission" y comienza a girar con ellos como batería y vocalista. 
En 1985 le fue diagnosticado un cáncer y en 1988 decidió retirarse a su ciudad natal, Tulsa, para seguir con su tratamiento y estar cerca de los suyos. En los periodos en los que su salud se lo permitió continuó tocando y realizando grabaciones caseras. Tras años de lucha contra el cáncer, falleció finalmente el 17 de agosto de 1993 en el Tarzana Medical Center de Los Ángeles (California) a los 41 años de edad.

## Discografía

### The Dwight Twilley Band
- Sincerely (1976, reeditado en 1989, 1997, 2007)
- Twilley Don't Mind (1977, reeditado en 1990, 1997, 2007)
- The Great Lost Twilley Album (1993)
- Live From Agora (2009)

### En solitario
- Phil Seymour (1980, reeditado en 2005, 2012)
- Phil Seymour 2 (1982, reeditado en 2011)
- Precious to Me (éxitos y rarezas) (1996)

### Textones
- Midnight Mission (1984, reeditado en 2001)
- Detroit '85 Live & Unreleased (2008)